# أسلوب حكيم
أسلوب الحكيم عند أهل المعاني هو تلقي المخاطب بغير ما يترقب بحمل كلامه على خلاف مراده تنبيها له على أنه هو الأولى بالقصد، وهو خلاف مقتضى الظاهر.
وفي اصطلاحات الجرجاني أسلوب الحكيم هو عبارة عن ذكر الأهم تعريضا للمتكلم على تركه للأهم.

## مثال
أسلوب الحكيم هو كقول القبعثرى للحجاج حين قال له الحجاج مخوفا إياه 'لأحملنك على الأدهم (يعني به القيد) مثل الأمير يحمل على الأدهم والأشهب' فأبرز القبعثرى وعيد الحجاج في معرض الوعد وتلقاه بغير ما يترقب بأن حمل لفظ الأدهم الذي في الكلام على الفرس الأدهم (أي الذي غلب سواده حتى ذهب البياض الذي فيه) وضم إليه الأشهب (أي الذي غلب بياضه حتى ذهب ما فيه من السواد) قرينة على تعين مراد القبعثرى ودفعا لمراد الحجاج. فمراد الحجاج إنما هو القيد فنبه على أن الحمل على الفرس الأدهم هو الأولى بأن يقصده الأمير أي ما كان مثل الأمير السلطنة وبسط اليد فجدير بأن يقصد بأن يعطى المال لا أن يقصد بأن يقيد وبعذب بالنكال، ثم قال الحجاج له ثانيا 'أردت به الحديد' فقال القبعثرى 'الحديد خير من البليد' فحمل الحديد أيضًا على خلاف مراد الحجاج أي الجلد الماضي في الأمور.
وأصل القصة أن القبعثرى الشاعر كان جالسا في بستان مع جملة الأدباء وكان الزمان زمان الحصرم فجرى ذكر الحجاج في ذلك المجلس فقال القبعثرى تعريضا على الحجاج 'اللهم سود وجهه واقطع عنقه واسقني من دمه' فأخبر الحجاج بذلك فأحضر القبعثرى وهدده فقال القبعثرى 'أردت بذلك الحصرم' فقال الحجاج 'لأحملنك" (إلى آخر القصة).

## وصلات خارجية
- البلاغة العربية: أسسها وعلومها وفنونها